# ماریا لاسنیگ
ماریا لاسنیگ (انگلیسی: Maria Lassnig; ۸ سپتامبر ۱۹۱۹ – ۶ مهٔ ۲۰۱۴) نقاش و از نقاشان نوگرا اهل اتریش بود.

## زندگی
ماریا لاسنیگ در ۸ سپتامبر ۱۹۱۹ در کاپل آم کراپفلد، اتریش به دنیا آمد.
او نخستین هنرمند زن بود که در سال ۱۹۸۸ جایزه بزرگ دولت اتریش را گرفت. لاسنیگ از سال ۱۹۸۰ تا زمان مرگش در وین زندگی و تدریس می‌کرد.